# 超好熱菌
超好熱菌（ちょうこうねつきん）は、60 °C（140 °F）以上の非常に高温の環境で繁殖する微生物（特に細菌と古細菌）のことである。
超好熱菌が存在するための最適な温度は、多くの場合、80 °C（176 °F）を超える。超好熱菌の多くは古細菌であるが、一部の細菌もこの極端な温度に耐えることができる。さらに、高い水圧がかかり水の沸点が上昇する深海環境において、100 °Cを超える温度で生きるものも知られている。多くの超好熱菌は、高酸性度や高放射線レベルなど、他の極端な環境にも耐えることができる。超好熱菌は極限環境微生物の一部である。それらの存在は生命が極端な環境で繁栄することができることを示しており、地球外生命の存在可能性を支持するものであるとも考えられている。

## 歴史
イエローストーン国立公園の温泉から分離された超好熱菌は、1965年にトーマス・D・ブロックによって最初に報告された。それ以来、70種以上が確立されている。最も極端な超好熱菌は、深海の熱水噴出孔の過熱した壁面に生息し、生存するには少なくとも90 °Cの温度が必要である。並外れた耐熱性超好熱菌はGeogemma barossii Strain 121であり、121 °Cのオートクレーブで24時間かけてその個体数を2倍にすることができた（そのため、このような名前が付けられている）。現在の最高記録は、Methanopyrus kandleriの122 °Cである。
122 °Cを超える温度で繁殖する超好熱菌は報告されていないが、生存すること自体は可能である。例えばStrain 121は130 °Cで2時間生存することができるが、新しい培地に移し比較的低温の103 °Cまで温度を下げないと再び増殖をさせることができなかった。

## 研究
超好熱菌に関する初期の研究では、それらのゲノムはグアニン-シトシン含有量が高いことを特徴とすることが予想されていたが、その後の研究ではゲノムのGC含量と生物の最適な環境成長温度との間に明らかな相関関係はないことが示されている。
超好熱菌のタンパク質分子は超耐熱性を示す。すなわち、タンパク質が高温で構造的安定性を維持し、機能する。このようなタンパク質は、一般的なより低温の環境で見られるタンパク質と機能的に類似しているが、はるかに高い温度で最適な機能を示すように進化している。超耐熱性タンパク質の低温ホモログのほとんどは、60 °Cを超えると変性してしまう。一般に化学反応は高温でより速く進行するため、このような超耐熱性タンパク質は、バイオテクノロジーの産業応用をする上で商業的に重要である。

## 超好熱菌の例

### 古細菌
- Geogemma barossii Strain 121 - 太平洋の121 °Cの熱水噴出孔に生息する古細菌。
- Pyrolobus fumarii - 大西洋の熱水噴出孔に113 °Cで生息する古細菌。
- Pyrococcus furiosus - 100 °Cで繁殖する古細菌で、イタリアの火山噴火口の近くで最初に発見された。
- Archaeoglobus fulgidus
- Methanococcus jannaschii
- アエロピュルムペルニックス
- スルフォロブス
- Methanopyrus kandleri strain 116 - 中央インド洋海嶺の80 - 122 °Cの古細菌。

### グラム陰性菌
- Aquifex aeolicus
- Geothermobacterium ferrireducens - イエローストーン国立公園のオブシディアンプール(Obsidian Pool)で、65 - 100 °Cで繁殖する。
- サーモトーガ、特にサーモトーガ・マリティマ